# Bragasellus comasioides
Bragasellus comasioides är en kräftdjursart som beskrevs av Magiez och Brehier 2004. Bragasellus comasioides ingår i släktet Bragasellus och familjen sötvattensgråsuggor. Inga underarter finns listade i Catalogue of Life.